# Giacomo Fauser
Giacomo Fauser, född 1 november 1892 i Novara, Italien, död 12 juli 1971 i Novara, var en italiensk kemiingenjör.
Fauser tog 1913 examen vid Milanos polytekniska universitet. Han uppfann en process för industriell framställning av ammoniak, en process som fått namnet "Fauser-Montecatini processen". Han utvecklade också industriella processer för syntes av salpetersyra, ammoniumsulfat, ammoniumnitrat och urea.
Ett tekniskt institut i Novara har uppkallats efter Fauser,  Istituto Técnico Industriale Giacomo Fauser. Han invaldes 1953 som utländsk ledamot av den svenska Vetenskapsakademien.